# Athroolopha chrysitaria
Athroolopha chrysitaria är en fjärilsart som beskrevs av Jacob Hübner 1831. Athroolopha chrysitaria ingår i släktet Athroolopha och familjen mätare. Inga underarter finns listade i Catalogue of Life.